# Villarboit
Villarboit là một đô thị ở tỉnh Vercelli trong vùng Piedmont thuộc Ý, có cự ly khoảng 60 km về phía đông bắc của Torino và khoảng 15 km về phía tây bắc của Vercelli. Tại thời điểm ngày 31 tháng 12 năm 2004, đô thị này có dân số 495 người và diện tích là 25,4 km².
Villarboit giáp các đô thị: Albano Vercellese, Arborio, Balocco, Casanova Elvo, Collobiano, Formigliana, Greggio, và San Giacomo Vercellese.